# Лукебакио, Доди
Доди Лукебакио Нгандоли (нидерл. Dodi Lukebakio Ngandoli; род. 24 сентября 1997, Ассе, Фламандский регион) — бельгийский и конголезский футболист, полузащитник клуба «Севилья» и сборной Бельгии. Участник чемпионата Европы 2024.

## Клубная карьера
Лукебакио находится в системе «Андерлехт» с 14 лет. Начиная с сезона 2015/16 является игроком основной команды. 25 октября 2015 года дебютировал в Лиге Жюпиле в поединке против «Брюгге», выйдя на замену на 79-й минуте вместо Юри Тилеманса. С той игры стал одним из первоочередных игроков замены. Всего за сезон вышел на поле в 17 встречах, отличившись лишь раз, в ворота льежского «Стандарда», чем помог сравнять счёт.
7 декабря 2015 года подписал профессиональный контракт с «Андерлехтом» сроком на пять лет, до 2020 года. 31 августа 2016 года Лукебакио был отдан в аренду французской «Тулузе» до конца сезона 2016/2017. За время аренды он провёл лишь пять матчей в чемпионате Франции, каждый раз выходил на замену.
2 июля 2017 года Доди перешёл на правах аренды в «Шарлеруа» до конца сезона с опцией выкупа контракта. В первой половине сезоне 2017/2018 он был основным игроком команды, сыграв за неё 19 матчей и забив 3 гола в чемпионате Бельгии. 29 января клуб выкупил контракт Лукебакио за 1,5 млн евро, но уже на следующий день продал его за 4,5 млн евро в английский «Уотфорд».
С «Уотфордом» футболист заключил контракт на 4,5 года. Во второй половине сезона Доди сыграл лишь раз в английской Премьер-лиге. 23 июля 2018 года Лукебакио был отдан в аренду до конца сезона немецкому клубу «Фортуна» Дюссельдорф. 1 августа 2019 года Лукебакио перешел в клуб Бундеслиги «Герту».

## Выступления за сборную
Лукебакио родился в Бельгии, но его родители родом из ДР Конго. В 2016 году он получил приглашение выступать за национальную сборную ДР Конго и 4 октября принял участие в товарищеском матче со сборной Кении. В 2017 году Доди решил представлять на международной арене Бельгию и стал выступать за молодёжную сборную этой страны.